# Agrostis bourgaei
Agrostis bourgaei é uma espécie de gramínea do gênero Agrostis, pertencente à família Poaceae.